# Agustoni (Argentine)
Pour les articles homonymes, voir Agustoni.
Agustoni est une localité rurale argentine située dans le département de Maracó et dans la province de La Pampa.

## Démographie
La localité compte 284 habitants (Indec, 2010), soit une diminution de 6 % par rapport au précédent recensement de 2001 qui comptait 268 habitants.